# Trevor Lissauer

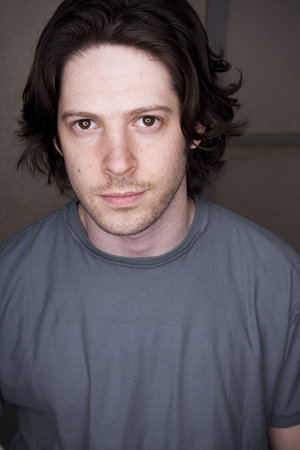
Trevor Lissauer

Trevor Lissauer (* 29. Oktober 1973 in Dallas, Texas) ist ein US-amerikanischer Schauspieler und Musiker.
Lissauer wurde in Dallas, Texas geboren und wuchs auch dort auf. Er besuchte die J. J. Pearce High School in Richardson, Texas und trat dort in schulinternen Theaterproduktionen auf. Im Alter von 15 Jahren begann er Gitarre zu spielen, mit 19 Jahren fing er an, professionell zu schauspielern. Nach seinem High-School-Abschluss zog er nach Los Angeles anstatt ein College zu besuchen. Wenige Tage nach seiner Ankunft hatte er sein erstes Vorsprechen und bekam die Hauptrolle im Film The Skateboard Kid. Neben der Schauspielerei geht Lissauer inzwischen wieder vermehrt seiner Musikleidenschaft nach. So ist er der Leadsänger der Band The Glass Plastiks, mit der er unter anderem schon im Viper Room in Los Angeles auftrat. Die Musik der Band, die schon zwei Alben herausgebracht hat, war zum Beispiel schon in der Serie Nip/Tuck – Schönheit hat ihren Preis zu hören.

## Filmografie (Auswahl)
- 1993: The Skateboard Kid
- 1993: Running the Halls
- 1997: An American Vampire Story
- 1998: Erasable You
- 1999: Clubland
- 2000–2002: Sabrina – Total Verhext! (Sabrina, the Teenage Witch, Fernsehserie, 39 Folgen)
- 2001: Clay Pride: Being Clay in America
- 2002: Hold On
- 2003: Eden’s Curve
- 2016: La La Land